# Luciano Bux
Luciano Bux (ur. 29 czerwca 1936 w Bari, zm. 8 sierpnia 2014 w Bari) – włoski duchowny katolicki, biskup Oppido Mamertina-Palmi w latach 2000-2011.

## Życiorys
Święcenia kapłańskie przyjął 2 lipca 1961. Był m.in. asystentem diecezjalnym Akcji Katolickiej i wikariuszem biskupim ds. diakonów stałych.

### Episkopat
21 stycznia 1995 został mianowany przez papieża Jana Pawła II biskupem pomocniczym archidiecezji Bari-Bitonto ze stolicą tytularną Aurusuliana. Sakry biskupiej udzielił mu 25 marca tegoż roku abp Andrea Mariano Magrassi.
5 lutego 2000 został biskupem diecezjalnym Oppido Mamertina-Palmi. Funkcję tę sprawował do 2 lipca 2011, kiedy to przeszedł na emeryturę. 
Po złożeniu rezygnacji powrócił do Bari, gdzie zmarł 8 sierpnia 2014.